# Lucette Valensi
Pour les articles homonymes, voir Valensi (homonymie).
Lucette Valensi, née Chemla, est une historienne française née à Tunis, en 1936.

## Biographie
Née de parents juifs tunisiens, elle passe son enfance et adolescence en Tunisie.
Après l'obtention de sa licence d'histoire de la Sorbonne en 1958, elle devient agrégée d'histoire et de géographie en 1960 puis docteur d'État en histoire moderne en 1974. Elle adhère pour quelque temps au Parti communiste français, puis s'engage dans l'anticolonialisme qui l'a fait passer du soutien au  Front de libération nationale algérien à celui du Comité Vietnam National.
Elle commence sa carrière d’enseignante et de chercheur en Tunisie entre 1960 et 1965. Après cette expérience nord-africaine, elle est successivement maître de conférences à l’université Paris-VIII entre 1969 et 1978, puis directrice d’études à l’École des hautes études en sciences sociales (Paris), où elle dirige le Centre de recherches historiques de 1992 à 1996 avant de créer et diriger l’Institut d'études de l'islam et des sociétés du monde musulman de  2000 à 2002. Elle reste également membre associée du Centre de recherches historiques.
En février 1979, elle fait partie des 34 signataires de la déclaration rédigée par Léon Poliakov et Pierre Vidal-Naquet pour démonter la rhétorique négationniste de Robert Faurisson.
En 2007, elle a signée l'« appel des intellectuels » pour le vote en faveur de Ségolène Royal.
Elle a une fille, Jeanne, ainsi que deux petits enfants: Elie Ruderman et Gabriel Ruderman, plus connu sous le nom d'Edi Rudo, magicien et mime[réf. nécessaire].

## Carrière
Sa thèse intitulée Fellahs tunisiens : l’économie rurale et la vie des campagnes aux XVIIIe et XIXe siècles (thèse soutenue en 1973, publiée en 1977), relève de l’histoire économique et sociale telle qu’elle se pratique alors. Elle innove néanmoins car les outils de l’histoire économique et sociale des sociétés d’Ancien régime n’ayant pas de pertinence dans le cas du Maghreb, elle fait un pas de côté et part fréquenter l’anthropologie, anglo-saxonne ou autre, d’Ernest Gellner, Evans-Pritchard, Raymond Firth, à Chaianov ou Karl Polanyi, inaugurant ainsi l’histoire anthropologique qui fut la marque de sa génération. Elle introduit aussi, dans l’analyse des faits sociaux, une dimension comparatiste qu’elle place sous le label « Jamais l’un sans l’autre ».
Accueillie aux Annales, dont elle assure le secrétariat de rédaction entre 1978 et 1984, elle contribue à inscrire les mondes non européens dans l’horizon des historiens. Non seulement ils pouvaient être soumis aux mêmes protocoles de recherche que les espaces classiques de l’historiographie - la Grèce et Rome pour l’histoire ancienne, l’Europe chrétienne pour le Moyen-âge, l’Europe encore pour l’histoire moderne et contemporaine, toutes divisions qui ordonnaient les programmes de la licence d’histoire puis des concours -, mais ces mondes éloignés pouvaient être les lieux d’invention d’autres méthodes de recherche, et d’importation d’autres paradigmes. Sa position d’historienne à la frontière entre deux espaces, le parti pris comparatiste, apportent un autre éclairage sur le matériel empirique. Ils font surgir des aspects que l’approche monographique aurait manqués, et enrichissent l’interprétation des données rassemblées.
Les études juives, qui occupaient encore une place discrète dans les universités françaises et dans l’édition connaissent une véritable flambée à la fin des années 1970, avec des travaux plus « laïques », œuvres d’ethnologues, de sociologues, d’historiennes ou de linguistes et spécialistes de littérature. Lucette Valensi apporte sa contribution à ce mouvement.
Lucette Valensi ne se considère pas pour autant spécialiste de l’histoire des juifs et du judaïsme. Son terrain de recherche et d’enseignement a toujours été l’Islam méditerranéen. Et dans ce cadre, c’est plus largement sur les minorités et non pas seulement sur les juifs qu’elle a conduit et dirigé des recherches. Dans les sociétés pluri-ethniques et pluri-religieuses du Moyen Orient et de la Turquie, les juifs formaient en effet la minorité la moins nombreuse. Coptes, arméniens, grecs, chiites, étaient infiniment plus nombreux et aussi dynamiques que les juifs. Lucette Valensi plaide pour que l’on rompe avec l’histoire larmoyante - « lachrymose » selon l’expression du grand historien Salo Baron (1954) : que l’on cesse de voir l’histoire des juifs comme celle d’une constante oppression. Sans nier l’histoire singulière de chaque groupe, se libérer du chacun pour soi, de l’histoire auto-centrée qui privilégie l’étude des relations verticales entre majorité et minorité (ou entre autorités religieuses et politiques et minoritaires) et s’engager dans la comparaison entre les différents groupes : celles-ci révèleront sans doute plus d’analogies que de contrastes. Elles feront mieux voir les lieux et les formes de convivialité, ou à l’inverse, de compétition, de conflits et d’exclusion réciproque.

## Publications
- Le Maghreb avant la prise d'Alger, Paris, Flammarion, 1969[8]
- Fellahs tunisiens: l'économie rurale et la vie des campagnes aux 18e et 19e siècles, Paris, Mouton, 1977[9]
- On the Eve of Colonialism: North Africa Before the French Conquest, Londres, Africa publications, 1982
- The Last Arab Jews. The communities of Djerba, Tunisia, Harmond Academic Publishers, 1984 ("Les Derniers juifs arabes"), traduit sous le titre Juifs en terre d'Islam. Les communautés de Djerba, Editions des Archives contemporaines, 1985, en collaboration avec Abraham Udovitch[10].
- Mémoires Juives (avec Nathan Wachtel), Paris, Gallimard, 1986[11]
- Fables de la mémoire la glorieuse bataille des trois rois, Paris, Seuil, 1992[12]
- La Fuite en Égypte : Histoires d'Orient & d'Occident, Paris, Seuil, 2002
- L’Islam en dissidence, genèse d’un affrontement, Paris, Le Seuil, coll. « Univers historique », 2004, 236 p.
- L'Islam, l'islamisme et l'Occident : Genèse d'un affrontement (avec Gabriel Martinez-Gros), Paris, Seuil, 2004
- Venise et la Sublime Porte : La naissance du despote, Hachette, 2005
- Mardochée Naggiar : Enquête sur un inconnu, Paris, Stock, 2008[13]
- Ces étrangers familiers, Paris, Payot, 2012
- Un siècle de céramique d’art en Tunisie. Les fils de J. Chemla (avec Jacques Chemla, Monique Goffard), Paris-Tunis, Editions de l’éclat-Editions Demeter, 2015 (Nouvelle édition 2021)
- Juifs et musulmans en Algérie, Paris, Tallandier, 2016
- Juifs de Djerba. Regards sur une communauté millénaire, (avec Abraham Udovitch), Photographies de Jacques Pérez, Paris-Tunis, Editions de l’éclat-Editions Demeter, 2022.

## Distinctions
- Chevalier de la Légion d'honneur
- Commandeur de l'ordre des Palmes académiques
- Officier de l’Ordre tunisien du Mérite culturel[14]